# 7486 Hamabe
7486 Hamabe este un asteroid din centura principală de asteroizi.

## Descriere
7486 Hamabe este un asteroid din centura principală de asteroizi. A fost descoperit pe 6 decembrie 1994 la Oizumi de Takao Kobayashi. El prezintă o orbită caracterizată de o semiaxă mare de 2,22 ua, o excentricitate de 0,17 și o înclinație de 3,6° în raport cu ecliptica.